# Sufetula hemiophthalma
Sufetula hemiophthalma är en fjärilsart som beskrevs av Edward Meyrick 1884. Sufetula hemiophthalma ingår i släktet Sufetula och familjen Crambidae. Inga underarter finns listade i Catalogue of Life.